# Lasius hayashi
Lasius hayashi är en myrart som beskrevs av Takeo Yamauchi och Hayashida 1970. Lasius hayashi ingår i släktet Lasius och familjen myror. Inga underarter finns listade i Catalogue of Life.